# SY-400
Die SY-400 (SY steht für Shen Ying , 神鹰, „Göttlicher Adler“) ist ein Langstrecken-Mehrfachraketenwerfersystem der Volksrepublik China. Es ist auf einem Lkw montiert und dient zur Bekämpfung von Flächenzielen und ist primär für den Export bestimmt.
Die SY-400 ist eine 2008 in China eingeführte Kurzstrecken-Präzisionsangriffsrakete als exportorientierte Alternative zur russischen Iskander-E. Die SY-400 ist eine Weiterentwicklung der SY-300, die entweder zwei Kurzstreckenraketen des Typs BP-12A mit einer Reichweite von 400 km oder acht 300-mm-Raketen tragen kann. Die flexible Konfiguration des Systems umfasst die Installation eines BP-12A-Startbehälters und eines Vierfachstarters für die 300-mm-Flugkörper. Die verwendeten Raketen verfügen über Feststoffraketentriebwerke. Sie sind mit einer Reihe von Sprengköpfen bestückt und werden vertikal aus ihren Behältern gestartet, die dazu aufgerichtet werden müssen. Das Raketensystem basiert auf einem geländegängigen 8×8-LKW des Typs WS2400.
Die ballistischen DF-12A-Kurzstreckenraketen sind eine heruntergestufte Exportversion der DF-12-Rakete, die vom chinesischen Militär verwendet wird. Die gemäß dem MTCR exportierbare Rakete trägt einen 480 kg schweren Gefechtskopf und erreicht eine Entfernung von bis zu 280 km.
Das Emirat Katar und Myanmar kauften im Jahr 2017 das System.